# Chionaema punctifasciata
Chionaema punctifasciata là một loài bướm đêm thuộc phân họ Arctiinae, họ Erebidae.